# Jan Gwido Kuczyński
Jan Gwido Kuczyński herbu Ślepowron (zm. w 1775 roku) – podkomorzy mielnicki w latach 1765–1775, chorąży mielnicki w latach 1737–1765, podczaszy mielnicki w latach 1726–1737, starosta jadowski w 1734 roku.
Poseł ziemi mielnickiej na sejm nadzwyczajny 1733 roku i na sejm nadzwyczajny 1750 roku.